# Riverside (Ohio)
Riverside és una població dels Estats Units a l'estat d'Ohio. Segons el cens del 2000 tenia 23.545 habitants.

## Demografia
Segons el cens del 2000, Riverside tenia 23.545 habitants, 9.768 habitatges, i 6.427 famílies. La densitat de població era de 1.156,6 habitants per km².
Dels 9.768 habitatges en un 28,3% hi vivien nens de menys de 18 anys, en un 49,3% hi vivien parelles casades, en un 12,2% dones solteres, i en un 34,2% no eren unitats familiars. En el 27,9% dels habitatges hi vivien persones soles el 10,1% de les quals corresponia a persones de 65 anys o més que vivien soles. El nombre mitjà de persones vivint en cada habitatge era de 2,41 i el nombre mitjà de persones que vivien en cada família era de 2,95.
Per edats la població es repartia de la següent manera: un 23,5% tenia menys de 18 anys, un 10,3% entre 18 i 24, un 28,4% entre 25 i 44, un 23% de 45 a 60 i un 14,9% 65 anys o més.
L'edat mediana era de 37 anys. Per cada 100 dones de 18 o més anys hi havia 91,6 homes.
La renda mediana per habitatge era de 37.034 $ i la renda mediana per família de 43.650 $. Els homes tenien una renda mediana de 33.987 $ mentre que les dones 23.525 $. La renda per capita de la població era de 18.702 $. Aproximadament el 6,7% de les famílies i el 10,1% de la població estaven per davall del llindar de pobresa.

## Poblacions properes
El següent diagrama mostra les poblacions més properes.